# Радіус Габбла

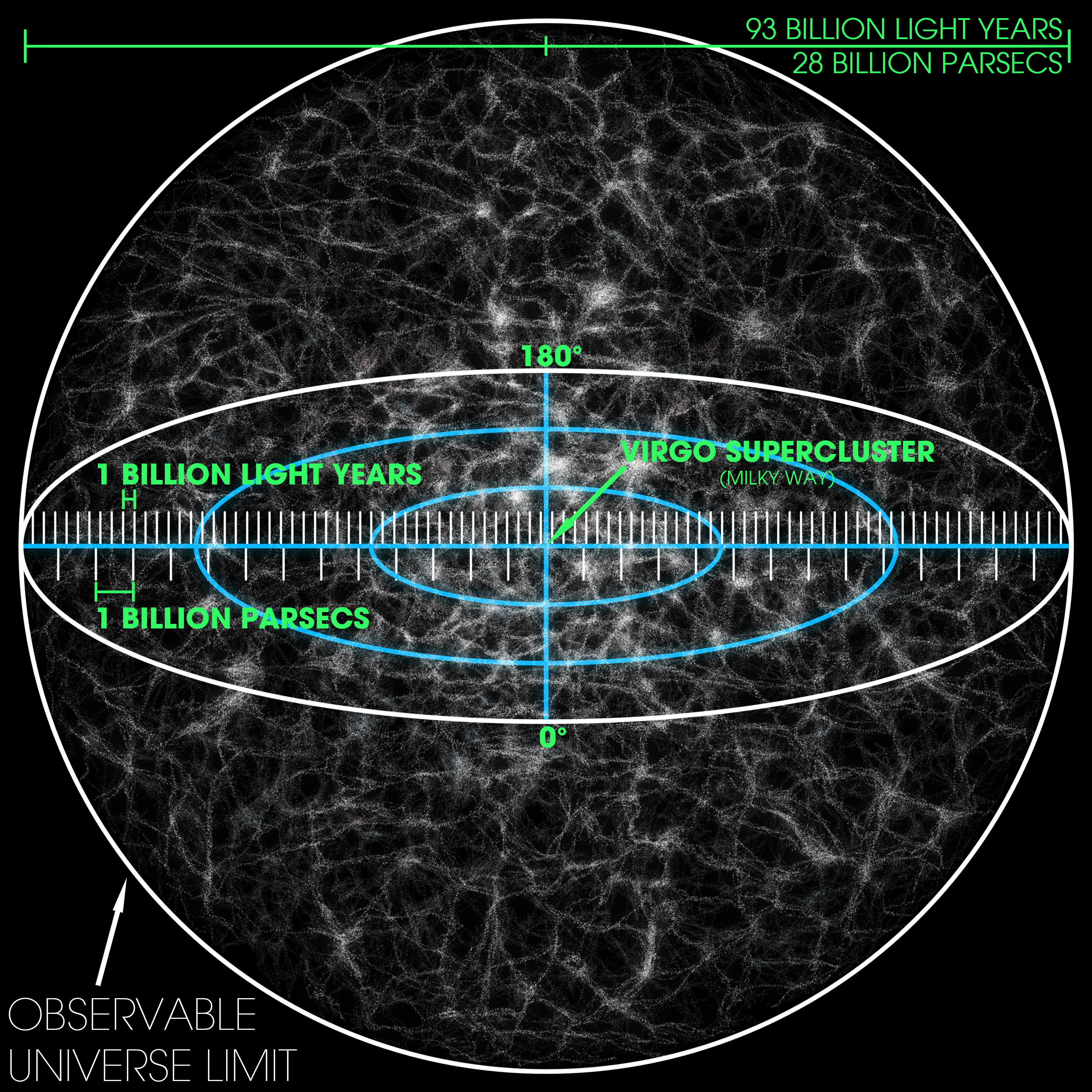
Візуалізація всього доступного Всесвіту. Внутрішнє синє кільце вказує приблизний розмір об’єму Габбла.

Радіус Габбла, сфера Габбла (не плутати з бульбашкою Габбла), об'єм Габбла або горизонт Габбла — концептуальний горизонт, сферична область спостережуваного Всесвіту, що оточує спостерігача, за межами якої об'єкти віддаляються від нього зі швидкістю, більшою за швидкість світла, внаслідок розширення Всесвіту. Це не означає, що ці об'єкти не можна спостерігати; світло з минулого досягає і деякий час продовжуватиме досягати спостерігача. Також, що більш важливо, у поточних моделях розширення світло, випромінюване з областей за межами радіусу Габбла, досягне нас за кінцевий проміжок часу.
Об'єм Хаббла приблизно дорівнює 1031 кубічних світлових років (або близько 1079 кубічних метрів).
Радіус належної сфери Габбла (відомий як радіус Габбла або довжина Габбла) дорівнює {\displaystyle c/H_{0}}, де {\displaystyle c} це швидкість світла, а {\displaystyle H_{0}} це постійна Габбла. Поверхня сфери Габбла називається мікрофізичним горизонтом, — «поверхня Габбла», або «межа Габбла».
Загалом, термін «об’єм Габбла» можна застосувати до будь-якої області простору з об’ємом порядку {\displaystyle (c/H_{0})^{3}}. Однак цей термін також часто (але помилково) використовується як синонім спостережуваного Всесвіту; останній більший за об’єм Габбла.

## Заувага
Поширена помилкова думка, що світло з-за меж радіусу Габбла ніколи не досягне нас. У моделях, що припускають зменшення Н з часом (деякі випадки Всесвіту Фрідмана), тоді як частинки з радіусом Габбла віддаляються від нас зі швидкістю світла, радіус Габбла з часом збільшується, тому світло, що випромінюється до нас від частинки з радіусом Габбла через деякий час опиниться в радіусі Габбла. У таких моделях тільки світло, що випромінюється з горизонту космічних подій або далі, ніколи не досягне нас за кінцевий проміжок часу.
Швидкість об'єкта Габбла визначається законом Габбла {\displaystyle v=xH.}